# МЕГА (радіостанція)
МЕГА (лат. MEGA) — білоруська музично-розважальна інтернет-радіостанція, репрезентує свою назву латинницею «MEGA», орієнтована переважно на клубну музику — транс, техно, хаус, електро, дабстеп і суміжні їм музичні напрямки. Цільовою аудиторією є в першу чергу молодь у віці 16-35 років.
Основу ефіру складають найпопулярніші хіти та нові пісні. Співвідношення вітчизняних пісень до закордонних 50/50. Ключовою особливістю радіостанції є просування молодих ді-джеїв і не досвідчених ведучих, це основа стратегії інтернет-радіостанції «MEGA».

## Історія
Радіостанція почала тестове мовлення 28 січня 2012. Радіостанція мовить з перебоями, з частими запізненням виходу в ефір програм. Під час тестового ефіру часто грала різна музика (в основному в стилі транс), з частими повторами.
Повноцінне мовлення інтернет-радіостанція «MEGA» почалося 13 лютого 2012 року. З цього моменту в ефірі радіостанції збільшуються кількість програм, і число RJ і DJ. На радіо стартують перші прямоефірні шоу. Ледь почавши повноцінне мовлення, радіостанція припиняє вихід програм з 14 лютого, і з ефіру зникають всі ді-джеї та ведучі. На радіо починає крутитися музика в режимі нон-стоп. Після цього інциденту більшість співробітників йдуть з радіо за власним бажанням. Через тиждень ефір був відновлений. З цього моменту на радіо скасовуються прямоефірні ефіри.
З березня місяця почався активний наплив ді-джеїв, на радіо стартують такі музичні програми як: «Dutch House», «Електрошок», і «Trance Formation». На радіо стартує програма «Інші» — програма, яка знайомить клубну аудиторію радіостанції «MEGA» про інших стилях в музиці (джаз, реггі, реп, рок, метал, шансон тощо) а також із групами які в цих стилях грають . Тут можна почуєш всі невідомі клубному людині стилі та групи, від джазу до металу, почувши їх історію походження та відмінності один від одного, а також знайомства з цікавими людьми зі сфери театру і кіно, шоу-бізнесу і т. д. Дана програма допомагає стати на ноги молодим групам. Серед них в основному групи гомельській метал-сцени: CANADA, ATOM's, а також груп з України та Росії: TGDM, Крик Душі, Robin Good, Консул та ін
16 квітня запускається офіційний сайт радіостанції «MEGA».
З липня місяця формат радіостанції починає смещатся в сторону поп-музики, але даний факт керівництво радіостанції заперечує.
1 серпня 2012 радіостанція планує відкрити канали мовлення для жителів Сибіру і Далекого Сходу — «MEGA» (+3), «MEGA» (+7).

## Ефір
Радіо працює 24 години на добу.
Ефірна сітка складається з міксів ді-джеїв та розмовних програм. На радіо немає прямих ефірів, всі програми йдуть тільки в запису.
В ефірі радіостанції «MEGA», є безліч авторські програми. Вони відповідають смакам різних слухачів. Любителів кінематографа запрошує програма «Кіноварка». Все про молодіжні захоплення можна дізнатися з програми «Координати». Розмова з цікавими людьми зі світу шоу-бізнесу у програмі «Інтерв'ю По-Пітерський». Виходять на «MEGA» також програми про музику, такі як: «2 in 1», «ЗвездоЧас», «ClubOutside», «Trance Formation» та ін
Що стосується музичного наповнення ефіру радіо «MEGA», то обов'язкова умова — електронна та танцювальна музика (CHR / Dance). Щоб задовольнити попит слухачів, радіостанція співпрацює з виконавцями та авторами пісень. Робота DJ-їв — показник роботи радіо. Більше часу в ефірі приділено міксів ді-джеїв. На радіо можна почути роботи ді-джеїв з країн СНД і ближнього зарубіжжя.

## Поширення
Інтернет простір.
Територія, на яку здійснюється мовлення і ретрансляція, практично повністю охоплює провайдерів Республіки Білорусь, а також ряд російських і українських провайдерів. Прослуховування повністю безкоштовно. Крім цього, окремі програми транслюються на радіо інших країн, що суттєво збільшує цільову аудиторію проекту.

## Програми
- Non-stop Music — музика в режимі нон-стоп.
- MEGA Hits — музичний блок хітів 70-80-90-00х років.
- Інтерв'ю По-Пітерський[1] — авторська програма Лери Пітерської.
- 2 in 1[2] — програма про двох треках, які дуже схожі один на одного. Хтось каже, що це плагіат, а хтось говорити, що це кавер-версія. Ви почуєте два треки і порівняйте, як вони схожі, і дізнаєтеся, хто їх виконує, а також дізнаєтеся переклад треків з іноземної мови на російську.
- Координати[3] — спеціальний проект від інтернет-журналу «Нова Медіа Хвиля».
- ClubOutside[4] — це радіо шоу, передає всю красу міксів і компіляцій, в яких автор може висловити свою думку чи просто скласти тематичну добірку. Це можливість познайомитися з найкращими новинками електронної музики і зануритися в неповторну атмосферу транс-музики. Забутися на годину і насолодитися світом емоцій та асоціацій одержуваних від музики.
- Кіноварка — програма про кінематограф.
- ЗвездоЧас — програма знайомить вас з одним музикантом. Ви дізнаєтеся про нього всю біографію, а також почуєте його треки.
- Trance Formation — програма про транс музиці.
- Его Чарт
- Клуби світу

## Закриті програми
- Інші
- Електрошок
- Dutch House
- Euphoria Of Sound
- Давайте щось змінимо?!
- Russian Dance
- Dubstep mealtime
- World DJs
- MEGA Old
- MEGA Russian
- MEGA Trance
- MEGA House
- MEGA Dance
- MEGA Techno
- MEGA Electro

## Діджеї і провідні
- RJ Валерія
- Валерія Пітерська
- RJ Mashell
- Наталія Кузнєцова
- Тетяна Таганова
- DJ Alex Van Seven
- DJ Kostya Sergeev
- Sveta Sova
- Alan Sierra
- DJ Dima Still
- Beatkoff
- DJ Patap
- DJ Paky
- ISj
- Steve Naked
- DJ Mirchik
- DJ Yanni
- DJ Kan
- DJ Vinich

## Колишні діджеї та ведучі
- RJ Vadim
- Серж
- DJ Paul Scriptum
- DJ Alexsei Shumakov
- DJ IT
- Dmitriy NRj
- DJ Vamp1r
- Fred
- Tanya Baltunova
- eXor
- DJ Fayross
- CJ Alex Wise
- Tugvo
- DJ Deni$off
- Yumbrique (DJ Able)
- DJ KoToFF
- DJ Paradizze
- DJ Юра Богданчиков
- DJ Сергій П'ятницький
- DJ Brick (пішов на MFM)
- DJ DJorg
- DJ Xandra Black
- DJ Prado

## Цікаві факти
14 червня 2012 о 22.45 за місцевим часом, через грозу в Гомелі стався збій в трансляції. Під час мікс-шоу від Yumbrique (DJ Able) стався обрив міксу. Після обриву настала тиша, через 15 секунд заграв промо-трек інтернет-радіостанції «MEGA», який програвався не скільки разів. Через 10 хвилин мовлення було відновлено з місця обриву міксу.
1. ↑  На одной волне с Лерой Питерской[недоступне посилання з червня 2019]
2. ↑  2 in 1: в новый сезон с новой ведущей![недоступне посилання з червня 2019]
3. ↑  Интернет-журнал «Новая Медиа Волна» запускает проект на радио «MEGA»[недоступне посилання з червня 2019]
4. ↑  «ClubOutside»[недоступне посилання з червня 2019]